# Studienmesse
Eine Studienmesse ist eine Messe, die zwischen Studieninteressenten und Ausbildungsstätten vermittelt. Bei einer solchen Veranstaltung können verschiedene Universitäten, Fachhochschulen und einzelne Fakultäten ihre Studiengänge vorstellen und bewerben. Es gibt unterschiedliche Arten von Studienmessen: allgemeine Studien- und Ausbildungsmessen, Bachelormessen und Mastermessen.
In Deutschland gibt es mehr als 250 verschiedene Messen zum Thema Studium, Aus- und Weiterbildung, von denen die meisten im Herbst stattfinden. Die Veränderung des Bildungssystems durch den Bologna-Prozess  hat das Studienangebot wachsen lassen. Eine Studienmesse bietet die Möglichkeit, sich über verschiedene Aus- und Weiterbildungsmöglichkeiten zu informieren und die Angebote zu vergleichen.

## Konzept und Zielgruppen
Auf Studienmessen stellen konkurrierende Universitäten, Fachhochschulen, Business Schools und einzelnen Fakultäten ihre Studiengänge vor. Die meisten Studienmessen dauern ein bis zwei Tage und zusätzlich ein Vortragsprogramm oder Workshops an, in denen allgemeine Themen wie die Finanzierung des Studiums, Auslandsaufenthalte, Perspektiven am Arbeitsmarkt etc. behandelt werden.
Studienmessen richten sich vor allem an Abiturienten, Studierende und Young Professionals. Mastermessen und Messen mit weiterbildenden Studiengängen sprechen eher Bachelor-Studenten und Absolventen mit oder ohne Berufserfahrung an. Nach einem erfolgreichen Studium dienen Karrieremessen der weiteren Entwicklung.

## Allgemeine Studien- und Ausbildungsmessen
Hier stellen sich Universitäten und Fachhochschulen, Unternehmen und unterschiedliche Institutionen, die Agentur für Arbeit und Ministerien vor. Einige Beispiele für allgemeine Studien- und Ausbildungsmessen sind:
- Traumberuf Schülermesse
- Studien- und Ausbildungsmesse Einstieg
- Stuzubi – bald Student oder Azubi
- Horizon – Die Messe für Studium und Abiturientenausbildung
- Startschuss Abi
- StudyWorld 2014, 9. Internationale Messe für Studium, Praktikum und akademische Weiterbildung[2].
- BeSt – Messe für Beruf, Studium und Weiterbildung (in Österreich)

Außerdem gibt es auch viele regionale Messen, wie die Ludwigshafener Messe für Ausbildung, Studium und Weiterbildung.

## Bachelormessen
An Bachelormessen stellen nationale und internationale Universitäten, Fachhochschulen, Business Schools und einzelne Fakultäten stellen ihre Studiengänge vor. Diese Messen sind speziell auf die Wahl des Erststudiums ausgerichtet. Ein Beispiel für eine Bachelormesse ist:
- Bachelor and more

## Mastermessen
Mastermessen richten sich an Studenten, Absolventen und Young Professionals gerichtet, die sich über weiterführende Studiengänge informieren wollen. Anbieter sind dieselben wie bei Bachelormessen. Zusätzlich werden auch Vorträge zu Themen der Studienfinanzierung, der Bewerbung und zum Auslandsstudium angeboten. Beispiele für Mastermessen sind:
- Master and more[4]
- Master Messe Mainz[5]
- Master Day Business & Economics[6]
- Master-Messe Zürich[7]
- MASTER Lounge Innsbruck[8]

## MBA-Messen
MBA-Messen richten sich an Fachhochschul- und Hochschulabsolventen und Berufstätige. Angeboten werden Beratungsgespräche und Vorträge von Alumni und Mitarbeitern der Universitäten, Fachhochschulen und Business Schools. Häufig behandelte Themen sind der Graduate Management Admission Test  (GMAT), Rankings von MBA-Programmen und berufsbegleitende MBA-Programme. Beispiele für MBA-Messen sind:
- Quacquarelli Symonds – QS World MBA Tour[9]

- QS World Executive MBA Tour
- QS Women in Leadership
- QS TopMBA Connect 1-2-1

- MBA Lounge[10]
- MBA Day[11]